# ماركو فرج
ماركو حسين فرج (من مواليد 16 مارس 2004) هو لاعب كرة قدم محترف يلعب في خط وسط فريق سترومسغودست. ولد في النرويج، ويمثل العراق دولياً.

## النشأة
من مدينة غريمستاد، ولد لأبوين عراقيين من السليمانية، انتقل مع عائلته إلى جولسكوجين في صيف عام 2020. لعب حتى عام 2021 مع FK Jerv.

## المسيرة الكروية
شارك لأول مرة مع الفريق الأول لنادي سترومسغودسيت في عام 2022 في ربع نهائي كأس النرويج ضد ساندنيس أولف. ووقع عقدًا احترافيًا مع النادي بعمر 18 عامًا في يناير 2023. سجل هدفه الأول في الدوري في الدوري الممتاز في 5 نوفمبر 2023 في فوز 1-0 ضد ترومسو إيدريتسلاغ.

## المسيرة الدولية
لعب مع منتخب العراق تحت 23 عامًا، ضد منتخب الولايات المتحدة تحت 23 عامًا في 18 نوفمبر 2023.